# Ceroprepes mniaropis
Ceroprepes mniaropis är en fjärilsart som beskrevs av Turner 1904. Ceroprepes mniaropis ingår i släktet Ceroprepes och familjen mott. Inga underarter finns listade i Catalogue of Life.